# Elsa Cayat
Elsa Jeanne Cayat (Tunisi, 9 marzo 1960 – Parigi, 7 gennaio 2015) è stata una psicanalista e scrittrice francese.

## Biografia
Elsa Cayat collaborava con il settimanale francese Charlie Hebdo, per il quale curava la rubrica bisettimanale Charlie Divan. È stata una delle 12 vittime di Saïd e Chérif Kouachi durante l'attentato alla sede di Charlie Hebdo del 7 gennaio 2015.

## Pubblicazioni
- Un homme + une femme = quoi ?, Editions Jacques Grancher, 1998, ISBN 2-73-390-6054.
- Con Antonio Fischetti,  Le désir et la putain, collana Essais Doc., Albin Michel, 2007, ISBN 2-22-617-9275.